# Чжан, Джейн
Чжан Лянъи́н (кит. упр. 张靓颖, пиньинь Zhāng Liàngyǐng), более известная как Джейн Чжан (англ. Jane Zhang, 11 октября 1984, Чэнду) — китайская поп-певица. Известность получила в 2005 году на китайском телевизионном музыкальном конкурсе Super Girl. В течение конкурса она исполняла песни как на китайском, так и на английском и испанском языках.
Джейн Чжан известна своей сильной и отработанной вокальной техникой, за что её сравнивают с Мэрайей Кэри, Кристиной Агилерой и Сарой Брайтман. Её свистковый регистр чем-то напоминает пение дельфинов, за что сама Чжан получила на родине прозвище «принцесса-дельфин».

## Биография

### Детство и юность
Джейн Чжан родилась 11 октября 1984 года в Чэнду, провинция Сычуань. Её отец работал водителем в крупной транспортной компании, а мать была продавцом. Когда Джейн было 13 лет, её родители развелись, а спустя два года умер отец. Это заставило её искать работу помимо школы, и Джейн начала петь в ближайшем пабе.
Во время работы в пабе Джейн экспериментировала с различными музыкальными стилями и развивала вкус к таким западным поп-звёздам, как Мэрайя Кэри и Кристина Агилера. Не имея возможности позволить себе музыкальные принадлежности, она часто занимала у одноклассников плееры и наушники, а также пропускала обеды, чтобы на сэкономленные деньги купить кассеты. После школы Джейн училась в Сычуаньском университете на факультете иностранных языков; позже она бросила его, чтобы участвовать в конкурсе Super Girl.

### Super Girl 2005
В 2005 году Джейн Чжан прослушивалась для участия в национальном конкурсе Super Girl, китайском аналоге медиа-франшизы Idol, только для исключительно женщин-конкурсанток. Она прошла отбор в родном Чэнду и попала в число конкурсантов национального конкурса вместе с Крисом Ли и Хо Дзе.
Выступление Джейн принесло молодой звезде много поклонников, которые называли себя «Лян Фэн» (凉粉), объединив в этой фразе китайское произношение имени Лянъин и английское слово fan (поклонник). В результате, за Джейн Чжан проголосовало 1.3 млн человек. Она заняла третье место, уступив Крису Ли и Чжоу Бичану.

### Дальнейшая карьера
Дебютный полноформатный альбом Джейн под названием The One был выпущен 11 октября 2006 года, в её 22-й день рождения. Альбом состоит из 10 композиций, 3 из которых исполнены на английском языке. Она также записывала множество композиций для кинофильмов и сериалов, которые впоследствии возглавляли китайские чарты. Песня «Only for Love», записанная вместе с знаменитым китайским пианистом Лан Ланом, была удостоена Гонконгской кинопремии 2006 года в номинации «Лучшая песня».
2 августа 2007 года был выпущен второй альбом Джейн Чжан, получивийший название Update. Комментируя название альбома, Джейн объяснила его как следующий и более качественный этап после The One. Update «взорвал» китайскую поп-сцену своим комбинированием элементов R&B и джаза. 8 декабря 2007 года Джейн выступила в родном Чэнду, исполняя лучшие хиты с первого и второго альбома, а также ещё не выпущенного EP «Dear Jane». Она также записала промопесню «I Love This City».
В январе 2009 года вышел её третий альбом Jane@Music. В мае того же года Джейн появилась на Шоу Опры Уинфри в США.
Believe in Jane, четвёртый полноформатный альбом Чжан, был выпущен в феврале 2010 года. Она также выступила на первом ежегодном китайском кинофестивале в Нью-Йорке, где была признала самой популярной китайской исполнительницей. Позже она представляла Китай на 7 фестивале песни в Корее. В августе того же года она провела гастрольный тур по таким городам, как Пекин, Шанхай, Чэнду и Тяньцзинь.

## Дискография

### Альбомы
- 2006: Jane.Love EP
- 2006: The One
- 2007: Update
- 2007: Dear Jane EP
- 2009: Jane@Music
- 2010: Believe in Jane
- 2011: Reform
- 2014: The Seventh Sense

### Синглы
| Год  | Сингл          | Наивысшие позиции   | Наивысшие позиции          | Наивысшие позиции       | Наивысшие позиции      |
| Год  | Сингл          | Chinese Music Chart | Global Chinese Music Chart | 9+2 Music Pioneer Chart | 98.8 FM Malaysia Chart |
| ---- | -------------- | ------------------- | -------------------------- | ----------------------- | ---------------------- |
| 2006 | «光芒»         | 1 (7)               | 3 (5)                      | 6 (7)                   | -                      |
| 2006 | «梦想»         | 3 (4)               | 10 (6)                     | -                       | -                      |
| 2006 | «这该死的爱»   | -                   | -                          | 6 (7)                   | -                      |
| 2006 | «如果爱下去»   | -                   | -                          | 5 (6)                   | -                      |
| 2007 | «身体语言»     | -                   | -                          | 15 (7)                  | -                      |
| 2007 | «我们说好的»   | 1 (13)              | 5 (7)                      | 4 (9)                   | -                      |
| 2007 | «Dream Party»  | 1 (7)               | 3 (7)                      | -                       | -                      |
| 2007 | «我走以后»     | -                   | 10 (2)                     | 19 (1)                  | -                      |
| 2008 | «Dear Jane»    | -                   | -                          | 7 (4)                   | -                      |
| 2008 | «围城»         | 1 (2)               | 4 (3)                      | -                       | -                      |
| 2009 | «那不会是爱吧» | 1 (12)              | 7 (4)                      | 1 (7)                   | 14 (4)                 |
| 2009 | «孩子的眼睛»   | 1 (10)              | 7 (5)                      | 12 (5)                  | -                      |
|      | Синглы #1      | 6                   | -                          | 1                       | -                      |